# USS Archerfish (SS-311)
USS Archerfish (SS-311) – amerykański okręt podwodny typu Balao z okresu II wojny światowej. Nazwa okrętu pochodzi od ryb z gatunku archerfish. W pierwszych latach służby okręt znany był pod oznaczeniem USS "Archer-Fish". Okręt zasłynął z zatopienia w 1944 japońskiego lotniskowca „Shinano”.

## Historia
Położenie stępki pod USS "Archer-Fish" nastąpiło 22 stycznia 1943 w stoczni Portsmouth Navy Yard w stanie Main. Wodowanie miało miejsce 28 maja 1943, wejście do służby 4 września 1943. Po szkoleniu załogi na wodach Atlantyku okręt udał się przez Kanał Panamski do Pearl Harbor, gdzie 29 listopada 1943 wszedł w skład Floty Pacyfiku. Podczas pierwszego patrolu bojowego na wodach wokół Formozy zaatakował 3 jednostki japońskie, jednak żadnej z nich nie zatopił. Podczas drugiego patrolu, trwającego 42 dni, a rozpoczętego 16 marca 1944, okręt nie napotkał jednostek japońskich. W lipcu, podczas trzeciego patrolu bojowego, okrętowi przydzielono zadanie wyławiania z wody zestrzelonych lotników w rejonie atakowanej wyspy Iwo Jima. W czasie tej misji załodze okrętu udało się uratować jednego zestrzelonego pilota. Podczas czwartego patrolu okręt nie napotkał nieprzyjacielskich jednostek. 11 listopada 1944 USS "Archer-Fish" wyszedł pod dowództwem komandora porucznika Josepha Francisa Enrighta w swój piąty patrol bojowy – tym razem jego głównym zadaniem miało być wyławianie z wody załóg bombowców B-29 zestrzelonych spośród tych, które miały zaatakować Tokio. 28 listopada, po uzyskaniu informacji, że odwołano loty B-29, obserwatorzy zauważyli wypływającą z Zatoki Tokijskiej dużą jednostkę japońską, którą początkowo zidentyfikowali jako duży zbiornikowiec, a którą był lotniskowiec „Shinano”. USS "Archer-Fish" wystrzelił w kierunku japońskiej jednostki 6 torped, z których 4 trafiły w cel i eksplodowały. Japoński lotniskowiec zatonął po około 7 godzinach. Zginęło 1435 marynarzy i pracowników stoczniowych. Ocalało 1048 marynarzy i 32 pracowników stoczniowych (łącznie 1080 osób). Był to największy w historii okręt wojenny zatopiony przez okręt podwodny.